# Bekleidungstechnischer Assistent
Bekleidungstechnischer Assistent (BTA) ist ein schulischer Ausbildungsberuf mit einer staatlichen Abschlussprüfung. Er unterliegt landesrechtlichen Regelungen. Bekleidungstechnische Assistenten arbeiten an der Schnittstelle zwischen Design und Fertigung von Kleidung oder Textildesign in der meist industriellen Textilherstellung. Sie finden Beschäftigung in Betrieben der Bekleidungsindustrie, in der handwerklichen Bekleidungsherstellung und in Ateliers für Mode- und Textildesign.

## Ausbildung

### Voraussetzungen
Formale Ausbildungsvoraussetzung ist ein mittlerer Bildungsabschluss oder die Fachhochschulreife. Fachlich werden Geschicklichkeit im Nähen, beim Zuschnitt von Stoffen und Sorgfalt in der Umsetzung von Modellschnitten in produktionsreife Schnitte erwartet. Die Ausbildung eignet sich für Menschen, die Interesse an Mode haben und über zeichnerische Fähigkeiten sowie Kreativität und einen Sinn für Ästhetik verfügen. Für die Organisation von Arbeitsabläufen sind im späteren Berufsfeld auch organisatorische Fähigkeiten von Vorteil.

### Dauer, Inhalte, Struktur
Die Ausbildungsdauer beträgt je nach Voraussetzung 2 oder 3 Jahre. Die Ausbildung geschieht an Berufsschulen, in denen neben den Unterrichtsräumen, Laboratorien, Werkstätten und PC- bzw. CAD-Schulungsräume zur Verfügung stehen. Der Unterricht findet im Klassenverband statt, ergänzt durch Praktika, Projektarbeit und Hausaufgaben.
Die Inhalte unterscheiden sich je nach Ländern und Schulen. Im berufsbezogenen Bereich können zum Beispiel Fächer wie Werkstoffkunde, Verfahrenstechnik, Schnittkonstruktion, Kostümkunde, Produktfertigung und Gestaltungstechnik zum Stundenplan gehören. Daneben werden allgemeine Schulfächer gelehrt, wie Deutsch, Englisch, Mathematik, Sport, Gesellschaftskunde, Wirtschaftslehre und Religion. Meist sind Schwerpunktsetzungen möglich, wie Modezeichnen oder spezielle Techniken.

### Finanzierung
Da es sich um eine schulische Ausbildung handelt, wird keine Vergütung gezahlt. Bei den entsprechenden persönlichen Voraussetzungen kann der Lebensunterhalt über das Bafög finanziert werden.

## Tätigkeit
Der bekleidungstechnische Assistent arbeitet an der Schnittstelle zwischen Design und Fertigung von Kleidung oder Textildesign in der meist industriellen Textilherstellung. Zu seinen Aufgaben gehören die Festlegung der Details der Schnitt- und Nähvorgaben sowie die Gradierung, die Umrechnung der Schnitte für die verschiedenen Größen. Dabei können sowohl klassische Methoden händischer Entwürfe zum Zuge kommen als auch die Erarbeitung von Schnitten und Modellanfertigungen mithilfe von computergestütztem Design CAD. Er assistiert bei der Erstellung von Kollektionen und bei der Materialauswahl.

## Weiterqualifizierung
Nach entsprechender Berufserfahrung sind Weiterbildungen möglich, die für höhere Positionen in der Textilwirtschaft qualifizieren, etwa in der Produktionsleitung, Prozessüberwachung, Qualitätssicherung oder Kundenbetreuung.
Wenn mit der Ausbildung auch die Fachhochschulreife oder allgemeine Hochschulreife erreicht wurde, sind außerdem
Weiterqualifizierungen durch ein (Fachhochschul-)Studium möglich, etwa im Bereich Modedesign, Bekleidungstechnik oder Kostümbildner.